# Grete-Jost-Park

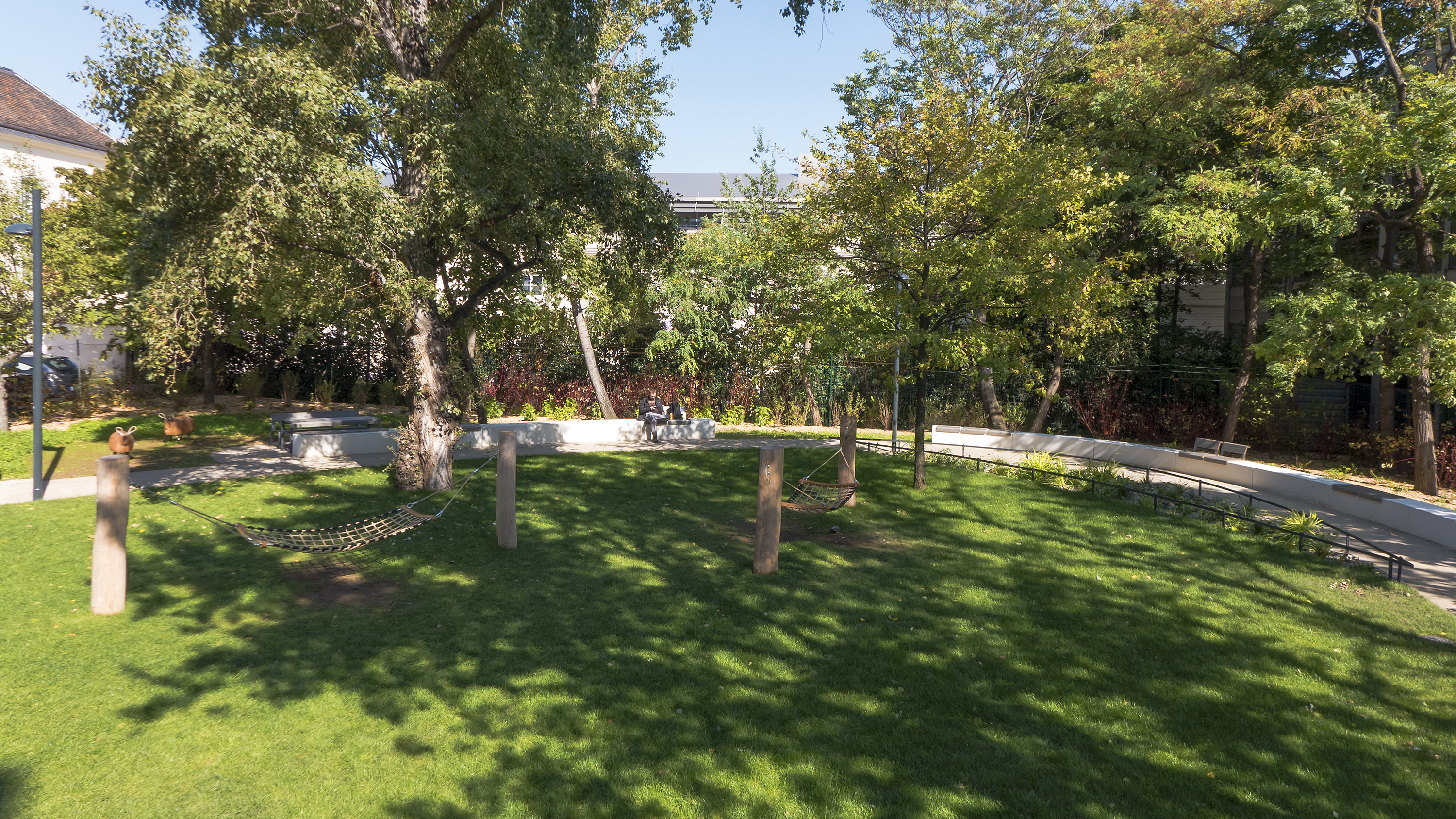
Grete-Jost-Park

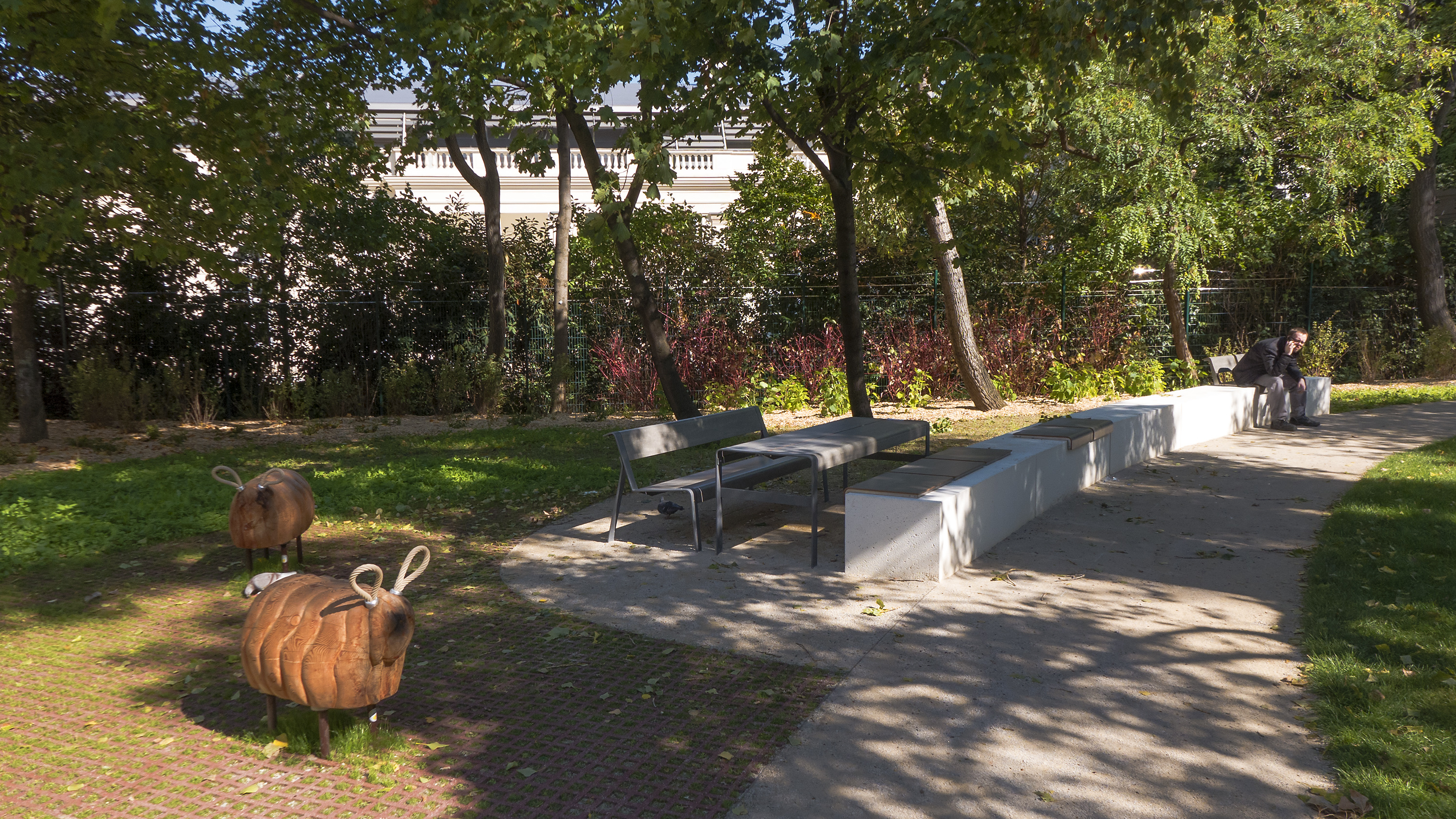
Im Park

Der Grete-Jost-Park ist eine Parkanlage im 3. Wiener Gemeindebezirk Landstraße. Er liegt hinter der Zentrale der Österreichischen Post „Post am Rochus“ zwischen Erdbergstraße und Rasumofskygasse. Aufgrund der Errichtung der neuen Postzentrale war der Park bis 2017 gesperrt. Er hat eine Fläche von 1.500 m².

## Geschichte
Der Grete-Jost-Park wurde im Zuge des U-Bahnbaues in den 1990er Jahren neu angelegt. Gartenarchitektin war die Wiener Gartenplanerin Cordula Loidl-Reisch.
Im Zuge der Demolierung des angrenzenden Postgebäudes wurden 2015 im Boden des Parks spätkeltische und frührömische Artefakte gefunden, die bislang als älteste römische Funde Wiens gelten.

## Name
Der Park wurde nach der österreichischen Widerstandskämpferin gegen den Nationalsozialismus Grete Jost (1916–1943) benannt. Sie lebte im dritten Bezirk und wurde im Zweiten Weltkrieg in Wien hingerichtet. Die Benennung erfolgte am 10. Oktober 1997 im Gemeinderatsausschuss für Kultur.